# Durdy Bayramov
Durdy Bayramov (Ruso: Дурды Байрамов; Baýramaly, 14 de abril de 1938-Asjabad, 14 de febrero de 2014) fue un artista y académico que fue otorgado con el título más honorífico de su país “Artista del pueblo de RSS de Turkmenistán”. En su lengua nativa turcomana, el nombre del Durdy Bayramov es simplemente “Durdy Bayram” (sin el sufijo Eslavo “ov”, que fue añadido pararusificar a los nombres durante de la época Soviética). El nombre “Bayram” significa “celebración” en lenguas túrquicas.

## Juventud y educación
Bayramov nació en Baýramaly, en la República Socialista Soviética de Turkmenistán, en aquel tiempo todavía parte de la Unión Soviética, en 14 de abril de 1938. Él perdió ambos padres mientras era muy joven y vivió como un niño sin hogar antes de ser colocado en un orfanato en Serdar (anteriormente conocida como Kyzyl-Arvat), donde fue criado. Durante su crecimiento Bayramov tuvo que soportar al hambre y a las dificultades que acompañaron a la Segunda Guerra Mundial y la devastación de la posguerra. Más tarde, se benefició de la dirección de los profesores excepcionales que reconocieron su talento y apoyaron el joven artista en sus esfuerzos para convertirse en un pintor profesional. Su primer profesor del arte era Gennadiy Brusentsov, un artista ruso que enseñó en el Colegio de Arte Turcomano Shota Rustaveli en Asjabad. Bayramov y Brusentsov desarrollaron una amistad, con Brusentsov tomando el papel del mentor de Bayramov a lo largo de los años. El retrato de Brusentsov de un joven Bayramov, titulado Joven Jugador de Fútbol, está en la colección de la Galería Estatal Tretiakov en Moscú. Bayramov pintó tres retratos importantes de su maestro, el más famoso siendo El Retrato de Mi Primero Maestro, creado en 1997-98.
Otra gran influencia en la vida artística y la carrera de Durdy Bayramov era el instructor de arte Dmitri Mochalski, su profesor en el prestigioso Surikov Instituto del Arte en Moscú, que Bayramov asistió entre 1959 y 1965. Mochalski fue otorgado con el título honorífico más alto de las artes en el Unión Soviética, el Artista del Pueblo de la Unión Soviética. Y fue muy respetado por su «capacidad de destacar lo esencial, dejando de lado los detalles extraños». Él pasó este conocimiento y enfoque a muchos de sus alumnos, incluyendo al Durdy Bayramov.

## Carrera

### Años 1960
Tras completar su educación formal en 1965, Bayramov se unió a la Unión de Las Artistas de la Unión Soviética Unión de Las Artistas de la URSS  y comenzó su carrera como artista profesional. El género pictórico del paisaje fue el primero en cautivar a Durdy Bayramov. Muchas de sus primeras obras del paisaje (algunas datados a sus años de estudiante) lograron un gran reconocimiento de los críticos. Su pintura celebrada, La Tierra Pacífica (1969) es considerada un ejemplo clásico de la pintura del paisaje de Turkmenistán.
En 1966, Bayramov se casó con su amada musa, Dunyagozel «Gozel» Ilyasova, que sería una de sus sujetos más frecuentemente pintados y una inspiración para su trabajo a lo largo de su vida. Bayramov le dedicó toda una serie de obras sobre papel titulada Gozel, que incluye 53 retratos de Gozel y cuatro dibujos del estilo bodegón floral dedicados a ella.
De 1965 hasta 1968, Bayramov sirvió como instructor de arte en Shota Rustaveli Colegio Estatal del Arte Turcomano en Asjabad.

### Años 1970
Los primeros grandes honores artísticos de Bayramov llegaron cuando él fue nombrado ganador del premio Lenin Komsomol de la SSR Turcomano en 1970 y de la Unión Soviética en 1972. En 1971, el completo lo que se considera la primera serie de autorretratos turcomanos, una obra anteriormente guardada en las colecciones de la Unión de Los Artistas de la Unión Soviética en Moscú.
Durante este tiempo, Bayramov promovió a la Segunda Guerra Mundial como un tema pictórico entre los pintores de Turkmenistán. Su pintura Asistencia en El Frente capturó el profundo patriotismo de las mujeres ordinarias de Turkmenistán, dispuestos a sacrificar sus posesiones más preciadas para ayudar a los soldados. Otro tema desarrollado por Bayramov durante este período fue el proceso de hacer alfombras de Turkmenistán. Este tema se ve en su famosa obra titulada Las Fabricantes de Alfombras Turcomanos (1971), que representa a las mujeres en el trabajo en una fábrica de alfombras. Esta obra maestra de la época soviética de arte de Turkmenistán fue exhibida por la primera vez en el Museo Estatal de Arte Oriental en Moscú en 1971 y más tarde fue adquirida por la Galería Estatal Tretiakov en 1979.
Desde 1971 hasta 1973, dispuesto a ayudar artistas prometedores y capaces, Bayramov volvió a su posición como instructor del arte en Shota Rustaveli Colegio Estadual de Arte Turcomano en Asjabad.
A mediados de la década de 1970, Bayramov comenzó en lo que se convertiría en su serie más célebre - Figuras Culturales. Esta serie contiene retratos de individuos reconocidos por Bayramov como contribuyentes importantes para el patrimonio cultural de Turkmenistán durante finales del siglo XX y los principios del siglo XXI. La creación de Figuras Culturales se extendió más de cuatro décadas, y resultó en más de 150 retratos individuales.

### Años 1980
En 1980, Bayramov fue nombrado de Trabajador Honrado del Arte de la SSR Turcomano, y en 1984 fue otorgado con el premio del segundo lugar y un Diploma Laureado para el concurso que conmemoró el decimosexto aniversario del Partido Comunista de la RSS Turcomano y de la SSR de Turkmenistán. Él fue muy productivo durante toda la década de 1980 a pesar de las dificultades personales asociados con la perestroika (1985-1991), lo que desencadenó una escasez de productos básicos para el hogar y productos alimenticios para muchas personas. Bayramov perseveró y trabajó sin descanso, intentando perderse en su arte. Él continuó ampliando su repertorio artístico a través de un mayor enfoque en los retratos y bodegones, especialmente las flores.
En 1985, Bayramov comenzó a trabajar en una de sus composiciones temáticas más célebres: su monumental homenaje a los grandes artistas españoles del pasado titulado Niebla Dorada. Este trabajo no se completó sino hasta 2001.
A lo largo de la década de 1980, la popularidad y notoriedad de Bayramov crecieron como el resultado de sus numerosas exposiciones individuales, incluidas aquellas llevados a cabo en Moscú, Rusia (1980, 1984); Berlín, República Democrática Alemana (1981); Ulianovsk, Rusia (1984); Asjabad, Turkmenistán (dos exposiciones sólo en 1986); y Budapest, Hungría (1986).

### Años 1990
Tras el éxito continuado por la crítica y del público en el país y en el extranjero, en 1991 Bayramov fue concedido el título artístico más alto en su país de origen: Artista del pueblo de Turkmenistán.
En 1998, Bayramov fue nombrado Académico de la Academia Nacional de los Artes de Kirguistán, junto con otros artistas Suhrob Kurbanov, Tahir Salahov, Turgunbai Sadykov, y Erbolat Tolepbai. En conjunción con la entrega de este premio, Bayramov contribuyó obras a la Exposición Internacional de los Académicos de Kirguistán en la Academia de las Artes en Biskek.

### Años 2000
Durante de la década de 2000, Bayramov continuó viajando y trabajando extensivamente, tanto como en Turkmenistán, como en todo el mundo. Esto incluyó viajes a Ucrania, donde se llevó a cabo una exposición individual en el Museo Nacional de Arte de Rusia en Kiev en 2000, Rusia (2003), Tailandia (2004), Turquía (2002 y 2004), Maldivas (2004), los Emiratos Árabes Unidos ( varios viajes entre 2003 y 2007), Países Bajos (2008), Italia (2009), Bélgica (2010), y Francia (2010). En 2008, Bayramov celebró su cumpleaños de 70 años y su hito de 50 años como un artista con dos exposiciones retrospectivas de su obra en Asjabad, Turkmenistán.
Sobre la base de sus logros artísticos de toda la vida y las contribuciones a la cultura de Turkmenistán, en 2008 Bayramov fue galardonado con la medalla «Por el amor de la Patria», que fue presentado a él por el presidente de Turkmenistán.

### Años 2010
Bayramov continuó su prolífica producción artística en los años 2010, con la creación de más de noventa pinturas al óleo entre 2010 y 2014. En 2012, Bayramov pasó seis meses en Canadá, donde creó una conocida serie de pinturas de paisajes titulado Otoño Canadiense. En 2014, las pinturas de Bayramov fueron expuestos en Toronto, Canadá, marcando la primera exposición de su obra en América del Norte.
Una exposición inaugural de las fotografías de Bayramov se llevó a cabo en Toronto, Canadá, en 2015. Titulado A través de los ojos de Durdy Bayramov: La Vida Turcomana del Pueblo, 1960s-80s, la exposición presentó fotografías en blanco y negro y fue una Exposición Destacada en el Festival CONTACTO de la Fotografía de Scotiabank. El catálogo correspondiente a esta exposición fue publicado por Fundación del Arte Durdy Bayramov en asociación con el Programa de Historia Cultural Asiático del Instituto Smithsoniano. The corresponding catalogue was published by the Durdy Bayramov Art Foundation in association with the Asian Cultural History Program of the Smithsonian Institution.
En 2015, una exposición individual de la obra de Durdy Bayramov se celebró en el Programa de Arte del Banco Mundial en Washington D. C., con el apoyo de la Embajada de Turkmenistán en Estados Unidos. La apertura de esta exposición coincidió con las celebraciones del 24.º aniversario de la Independencia y el 20.º aniversario de la neutralidad de Turkmenistán.

## Estilo artístico
Durdy Bayramov creó más de 5000 obras de arte durante su prolífica carrera, incluyendo pintura al óleo y obras sobre papel. También era un apasionado de la fotografía. A pesar de esto, fotografía fue considerada por el una parte de su proceso artístico y Bayramov nunca intentó exhibir sus fotografías. Por esta razón su considerable trabajo fotográfico no estaría expuesta hasta después de su muerte.
Bayramov trabajó extensamente en cuatro géneros: retratos, bodegones, paisajes y composiciones temáticas, a pesar de que ha sido durante mucho tiempo, conocido por sus retratos. Ya en 1975, fue mencionado que «a pesar de que el pinta cuadros de género y paisajes, se puede decir que el retrato reclama su atención especial» . Entre sus contemporáneos, fue considerado como el «maestro insuperable del género del retrato». Bayramov penetro profundamente en el carácter y la vida interior de sus sujetos o temas para reflejar sus personalidades diversas sobre lienzo, enfatizando sus mejores cualidades. Bayramov dijo que hizo esto «siempre buscando esa chispa especial que existe dentro de cada persona». Se trató de armonizar los descubrimientos contextuales del Impresionismo, la atención al detalle de Realismo Clásico y ricas tradiciones artísticas de Turkmenistán. Bayramov encontró inspiración en las personas de todos los tipos de la vida, independientemente de su origen social, económica o étnica. Sus temas incluyen una amplia variedad de personas, desde los aldeanos a los científicos, desconocidos a miembros de la familia, los niños hasta personas mayores. La naturaleza empática de Bayramov y su buen relación y entendimiento con sus sujetos ayudan a explicar su éxito en este género.
Aunque Bayramov es más conocido por sus retratos, su trabajo en los estilos del bodegón y el paisaje también está muy respetado. Flores toman un lugar especial en las obras de bodegón de Bayramov. Él fue particularmente apasionado por la pintura de los colores y texturas de las amapolas rojas que tapizan las estribaciones de Turkmenistán cada primavera. La representación de la fruta en los bodegones de Bayramov, en particular, simboliza la abundancia de la naturaleza y su amor por la fruta de su tierra natal. Él representa a menudo las manzanas, melones, granadas, etc. dispuestas en las alfombras tradicionales turcomanos, que cuentan con motivos del tejido göl, colores vibrantes y fieltros ornamentales turcomanos llamados ''keche''.

## Muerte y legado
En febrero de 2014, Durdy Bayramov fue diagnosticado con cáncer hepático. Falleció el 14 de febrero de 2014, rodeado de los amigos y la familia. Le sobreviven su esposa, Gozel Bayramova, cuatro hijas y siete nietos.
En 2015, Durdy Bayramov Fundación del Arte se estableció en Toronto, Canadá, con el objetivo de avanzar el legado de Bayramov en el arte y la educación. A fin de cumplir esta misión, la Fundación abrió el Museo Bayramov. Localizado en Toronto, Canadá, este museo contiene la mayor colección del mundo de obras de Bayramov y alberga exposiciones permanentes y temporales de arte de Bayramov.
Durdy Bayramov es ampliamente reconocido como uno de los pintores más importantes de Asia Central. Su arte se puede encontrar en muchas colecciones privadas, así como en museos, galerías e instituciones culturales de todo el mundo, incluyendo a:
- Durdy Bayramov Fundación del Arte, Toronto, Canadá.
- Museo de Bellas Artes, Asjabad, Turkmenistán.
- La Galería Tretiakov,[22] Moscú, Rusia.
- Museo Estatal del Arte Oriental, Moscú, Rusia.
- El Ministerio de Cultura de la Federación Rusa, Moscú, Rusia.
- Galería de Dresde, Dresde, Alemania.
- Museo de Bellas Artes, Balkanabat, Turkmenistán.
- Museo de Bellas Artes, Mary, Turkmenistán.
- Museo de Bellas Artes, Turkmenabat, Turkmenistán.
- Museo de Bellas Artes de la República de Carelia, Petrozavodsk, Rusia.
- Museo de la Academia Nacional de Artes T.Sadykov, Biskek, Kirguistán.
- Museo de Bellas Artes, Komsomolsk del Amur, Rusia.
- Museo Regional de Bellas Artes de Tiumen, Tiumen, Rusia.
- Museo Estadal de Bellas Artes de Uzbekistán, Taskent, Uzbekistán .
- Museo Nacional de Arte Rusa de Kiev, Kiev, Ucrania.
- Museo Regional de Bellas Artes de Lugansk, Lugansk, Ucrania.
- Museo de Bellas Artes, Kmitov, Ucrania.

## Exposiciones individuales
- 2016: Durdy Bayramov, Toronto, Canadá. “Los Dias de Musical Clásica Turcomana en Canadá”. Ismaili Centre, Toronto.
- 2016: Durdy Bayramov, Asjabad, Turkmenistán. Instituto de Turkmenistán Estado de Transportes y Comunicaciones, con el apoyo del Ministerio de Cultura, Ministerio de Educación, y museos en Asjabad (dentro de una estructura del «Año del patrimonio honrado, transformación de la Patria»).[23]
- 2016: Durdy Bayramov, Washington D. C., EE. UU. Embajada de Turkmenistán en Washington D. C.
- 2015: Durdy Bayramov, Washington D. C., EE. UU. Programa de Arte del Banco Mundial.
- 2015: Durdy Bayramov, Toronto, Canadá. «A través de Los Ojos de Durdy Bayramov: La Vida Turcomana del Pueblo, 1960s-80s» (la primera exposición del mundo de la fotografía de Durdy Bayramov).
- 2014: Durdy Bayramov, Toronto, Canadá. «Mi vida pertenece al arte y el arte pertenece al pueblo».
- 2013: Durdy Bayramov, Asjabad, Turkmenistán (exposición dedicada al 75-o aniversario del Durdy Bayramov).
- 2008: Durdy Bayramov, Sala de Exposiciones de la Unión de Artistas, Asjabad, Turkmenistán (exposición conmemorativa de cumpleaños de 70 años de Durdy Bayramov y un hito de 50 años como artista).
- 2008: Durdy Bayramov, Museo de Bellas Artes, Asjabad, Turkmenistán.
- 2003: Durdy Bayramov, Asjabad, Turkmenistán.
- 2000: Durdy Bayramov, Museo Nacional de Arte Rusa de Kiev, Kiev, Ucrania.
- 1986: Durdy Bayramov, Budapest, Hungría.
- 1986: Durdy Bayramov, Asjabad, República Socialista Soviética de Turkmenistán. «Asjabad - Kunya Urgench – Asjabad».
- 1986: Durdy Bayramov, Asjabad, Turkmenistán República Socialista Soviética.
- 1984: Durdy Bayramov, Ulianovsk, Rusia.
- 1981: Durdy Bayramov, Berlín, República Democrática Alemana.
- 1980: Durdy Bayramov, Moscú, Rusia.
- 1978: Durdy Bayramov, Asjabad, República Socialista Soviética de Turkmenistán.
- 1975: Durdy Bayramov, Kiev, Ucrania.
- 1971: Durdy Bayramov, Halle, República Democrática Alemana.
- 1970: Durdy Bayramov, Asjabad, República Socialista Soviética de Turkmenistán. «A través de la India».

## Premios y distinciones
- 2011: Medalla del Aniversario «20.º Aniversario de la Independencia de Turkmenistán».
- 2009: Premio Nurali Byashim, Unión de Artistas de Turkmenistán.
- 2008: La Medalla Oficial del Presidente de Turkmenistán «Por el amor de la Patria».
- 1998: Académico de la Academia Nacional de Artes de la República Kirguisa.* 1991: Artista del pueblo de Turkmenistán.
- 1984: El premio del segundo lugar y un Diploma Laureado para el concurso que conmemoró el 60.º aniversario del Partido Comunista de la RSS de Turkmenistán de y del partido comunista de RSST.
- 1980: Honrado Artista Trabajador de SSR de Turkmenistán.
- 1978-1979: El premio de segundo lugar y un Diploma Laureado para el concurso de arte de pintores de RSS de Turkmenistán
- 1975: El premio del tercer lugar y un Diploma Laureado para el concurso a nivel nacional titulado «Retrato de la mujer», Moscú, Unión Soviética.
- 1974: Medalla del Oro, Exposición de los logros de la Economía Nacional (VDNKh), Moscú, Unión Soviética.
- 1974: Certificado de Honor, Consejo Superior y el Consejo de Ministros de RSS de Turkmenistán.
- 1974: Diploma Segundo Premio y premio para el concurso conmemorativa del 50.º aniversario de la RSS de Turkmenistán.
- 1972: Premio Lenin Komsomol de la Unión Soviética; El premio de segundo lugar y Diploma Laureado, Salón Nacional de Jóvenes Artistas de la Unión Soviética.
- 1970: Premio Lenin Komsomol RSS de Turkmenistán .
- 1965: Certificado Honorado, Consejo Superior de RSS de Turkmenistán.